# Dicken Castro
Ricardo Castro Duque (Medellín, 23 de septiembre de 1922-Bogotá, 21 de noviembre, de 2016) fue un arquitecto y diseñador gráfico colombiano. Se graduó como arquitecto en la Universidad Nacional de Colombia en Bogotá. Recibió el título honoris causa como diseñador gráfico en 2002, en la Colegiatura Colombiana de Diseño, universidad en Medellín Antioquia. En 2003 recibió el Premio Lápiz de Acero Vida & Obra, siendo la primera persona en recibir esta condecoración.

## Biografía
Nació el 23 de septiembre de 1922 en Medellín, Antioquia. Hijo del médico, político y escritor Alfonso Castro y la arquitecta empírica Mercedes Duque, de quien heredó el aprecio por lo cotidiano. Con su esposa, Lia, tuvo cinco hijos: Jerónimo, Cristóbal, Lorenzo, Rosalía y Pedro.

## Formación
En 1932 se mudó a Bogotá para estudiar el bachillerato.También se unió al Equipo Olímpico de Natación. Gracias al deporte pudo viajar y conocer otros lugares fuera del país. En 1942 ingreso a la facultad de arquitectura en la Universidad nacional, donde tuvo profesores como Bruno Violi, Leopoldo Rother y Santiago de la Mora. Adicionalmente estudió antropología social debido a su interés en el arte precolombino, -el cual nació por sus visitas a una finca cafetera en Pereira, que eran propiedad de su hermana y su esposo. Allá conoce a un grupo de guaqueros que buscaban oro. Los acompaña en sus búsquedas y conoce las cerámicas precolombinas y los dibujos que había en ellas.
Realizó estudios de postgrado en arquitectura en la Universidad de Oregón-Eugene, Estados Unidos, y allí mismo trabajó como profesor asistente. Se estableció por varios años en la ciudad de Seattle, Washington, y trabajó como profesor en la Universidad. También se desempeñó como arquitecto diseñador en Nueva York. En 1959 y 1960 fue ganador de una beca en Europa que le permitió ampliar su visión sobre la arquitectura.
Siempre preocupado por el espacio urbano, decidió estudiar planificación urbana en el Bouwcentrum de Róterdam (Países Bajos), y se incorporó a la oficina de Planificación de La Haya. Cuando regresó a Colombia, ingresó a la Universidad Nacional de Colombia en calidad de profesor de la Facultad de Bellas Artes y de la Facultad de Arquitectura. En esta última participó en la escenografía de la obra Galileo Galilei, del grupo de teatro de Bellas Artes.

## Diseño gráfico
Ha sido uno de los primeros arquitectos que, con bases sólidas, incursionó desde los cincuenta en el campo del diseño gráfico. Diseñó más de 400 logos para diferentes empresas, firmas y organizaciones. Suyos son los símbolos y logotipos de Colsubsidio, el XXXIX Congreso Eucarístico Internacional, Camacho Roldán y Compañía, la Conferencia Episcopal Latinoamericana de 1979, Instituto de Desarrollo Urbano (IDU), Ospinas y Cía, Sidelpa, Colombian Bags, Cámara de Comercio de Bogotá, Vecol S. A., Instituto de Seguros Sociales, Banco Tequendama, Grupo Social (Hoy Fundación Social), Escuela Superior de Administración Pública, Organización Luis Carlos Sarmiento Angulo, Archivo General de la nación, Compensar, Acerías Paz del Río, Cumbre de países No alineados, mundial de seguros, Luminex, Ministerio de Obras Públicas y Transporte (hoy sustituida por el Ministerio de Transporte), Ministerio de Desarrollo Económico, Fedegan, Fundación para la Educación Superior F.E.S., Consejo Profesional de Arquitectura y sus profesiones auxiliares, Banco de Alimentos, Museo la tertulia, Hoteles Charleston y muchos otros.
Una de sus principales fuentes de inspiración para la creación de sus diseños fue la cultura popular y el arte precolombino. Tras ganar la convocatoria a cargo de la entidad estatal, en 1994 y 1996 el Banco de la República lanzó las monedas de 200 y 1000 pesos colombianos, respectivamente con diseños indígenas. Su trabajo como diseñador apareció en varias ocasiones en el prestigioso anuario de la AIGA (American Institute of Graphic Arts)

## Arquitectura
En el campo de la arquitectura, Dicken Castro fue uno de los primeros en utilizar el ladrillo a la vista en el diseño de interiores y en los muros de sus edificaciones. Su fascinación por el ladrillo surge por las visitas que hacía con su madre cuando era niño a la catedral metropolitana de Medellín, construida con ladrillos a la vista. 
Ocupa una gran posición en el ámbito latinoamericano. Castro consideró importante involucrar en la arquitectura regional los elementos que producía la región. Su estudio sobre la guadua titulado homónimamente, que se remonta a los años cuarenta, fue divulgado en Estados Unidos y Europa, pues solo en Latinoamérica su uso es básicamente estructural, en especial en los terrenos escarpados. El libro fue publicado después de dos años de haber realizado una exposición gráfica en la II Bienal de Arquitectura de Colombia, exhibida más tarde en las Universidades de Sevilla, Barcelona y Madrid.
Su interés por la guadua surge también en sus viajes a visitar a su hermana en Pereira, al ver las construcciones de guadua en el río Otún. Entre sus proyectos arquitectónicos suele destacarse el Teatro y refugio infantil del Club Los Lagartos (1955), el Mercado de Paloquemao (1960), la plaza de mercado del barrio Restrepo (1967) y el Centro de exposiciones y bodegas de Alpopular en Ipiales (1976). Y su proyecto arquitectónico favorito según su familia era “La casita”, una habitación de 4x4  metros con baño, cocina que puede alojar hasta 5 personas, fue construida en Suba y la consideraban su “refugio para la familia”.

## Oficios
Era un hombre de muchos oficios, entre ellos arquitecto, diseñador gráfico, dibujante, pintor, fotógrafo, urbanista, investigador, profesor y artista. Todos sus oficios estaban ligados a su gran capacidad de asombro y sensibilidad especial.
Castro se acercó a la cerámica precolombina y al diseño textil y gráfico, estudiando la utilización de los rodillos y los sellos; estos estudios culminaron con una exposición en 1976, en el Centro Colombo Americano. También la identidad de diversas expresiones populares ha sido tema de su interés, especialmente la decoración de los buses-escalera y los murales de casas y fachadas en los pueblos. En 1980 fue invitado a la Exposición Internacional en la Escuela de Bellas Artes de París, donde pintó un mural, y cinco líneas de buses de esa ciudad fueron decorados al estilo colombiano con los motivos que expuso en el Primer Salón OP Gráficas en el Museo de Arte Moderno de Bogotá.
También fue profesor de la Facultad de Bellas Artes y de la Facultad de Arquitectura, de la Universidad Nacional. Fue profesor de la facultad de diseño en la Universidad Javeriana y la Universidad de los Andes.
En el año 2010 recibió ‘La Gran Orden Ministerio de Cultura’, máximo reconocimiento que otorga el ministerio, por sus 50 años de vida profesional aportando al Patrimonio Cultural de la Nación, la construcción de identidad nacional, el valor pluriétnico y multicultural del país, y la transformación social, urbanística, histórica y cultural de Colombia.

## Fotografía y artes gráficas
Otro campo profesional en el que Castro se desarrolló es la fotografía, con especial énfasis en la conservación y preservación de la memoria visual de todo aquello que se podía reproducir mecánicamente. Este interés lo llevó a promover la creación del gabinete de artes gráficas del Museo Nacional, siendo miembro de la junta consultora del Museo. Su primera exposición se realizó en la Biblioteca Nacional, donde, según Ignacio Gómez Jaramillo, «demuestra no sólo una exquisita individualidad, sino que, como arquitecto, se acerca e incorpora al tradicional triángulo plástico (arquitectura, pintura y escultura) en forma sencilla y extraordinaria». En 1957 realizó una exposición de acuarelas en el Museo La Tertulia de Cali.
En 1970 gran parte de sus diseños fueron exhibidos en la Biblioteca Luis Ángel Arango, bajo el nombre Símbolos, En 1976 realizó la exposición Diseñadores precolombinos, en el Centro Colombo Americano. Parte de su obra ha sido expuesta en Guatemala, Checoslovaquia, Polonia e Irlanda. En 1977 participó en la exposición Tres arquitectos y artistas, de la galería de la Sociedad Colombiana de Arquitectos, con una serie de acuarelas y crayones; y en 1988, en la Galería Deimos, en la colectiva Los artistas diseñan. Dicken Castro dedicó 45 años al diseño gráfico, a la arquitectura y a la restauración, lo mismo que a su labor docente en la Fundación Universidad Jorge Tadeo Lozano.